# Орбівид
Орбівиди (англ. Orbifold)— неформально кажучи, це многовид з особливостями, які виглядають як фактор евклідового простору за скінченною групою.
Один з об'єктів дослідження в алгебричній топології, алгебричній і диференціальній геометрії, теорії особливостей.

## Орбівид і многовид (порівняння означень)
Орбівид означається як Гаусдорфів топологічний простір {\displaystyle X} (який називають підпорядкованим простором орбівиду) і виділений набір відкритих відображень {\displaystyle \varphi _{\alpha }\colon U_{\alpha }\subset \mathbb {R} ^{n}\to X} (що зветься атласом), такий, що {\displaystyle \varphi _{\alpha }(U_{\alpha })} є покриттям {\displaystyle X}.

## Приклади
- Пара многовиду {\displaystyle M} з дією дискретної групи дифеоморфізмів {\displaystyle \Gamma } задає орбівид.
- Структуру орбівиду з двовимірною сферою {\displaystyle \mathbb {S} ^{2}={\hat {\mathbb {C} }}} як підпорядкованим простором, можна задати двома картами {\displaystyle f,\;g\colon \mathbb {C} \to {\hat {\mathbb {C} }}}, {\displaystyle f(z)=z^{m}} і {\displaystyle g(z)=1/z^{n}} для натуральних чисел {\displaystyle m} та {\displaystyle n}.

Нехай {\displaystyle M\rightarrow {\mathcal {O}}} 3-сасакієве розшарування із спільним шаром, дифеоморфним сфері {\displaystyle S^{3}} або {\displaystyle SO(3),} над кватерніонно-келеровим орбівидом {\displaystyle {\mathcal {O}}.} Із цим розшаруванням можна асоціювати два векторних розшарування із шарами {\displaystyle \mathbb {H} ,\mathbb {C} ,} простори яких можна позначити {\displaystyle {\mathcal {M}}_{1},{\mathcal {M}}_{2}} відповідно. Ці простори дозволяють здійснити розширення конусної особливості двома топологічно різними способами. При цьому метрика на {\displaystyle {\mathcal {M}}_{1},{\mathcal {M}}_{2}} виглядає так:
{\displaystyle dt^{2}+\sum _{i=1}^{3}A_{i}(t)^{2}\eta _{i}^{2}+B(t)^{2}g|_{\mathcal {H}},}
де {\displaystyle g} — метрика на 3-сасакієвому многовиді {\displaystyle M}, {\displaystyle {\mathcal {H}}} — дотичний до {\displaystyle M} розподіл горизонтальних векторів, {\displaystyle \eta _{i}} — базис 1-форм, які анулюють {\displaystyle {\mathcal {H}}}.